# Krila Oluje

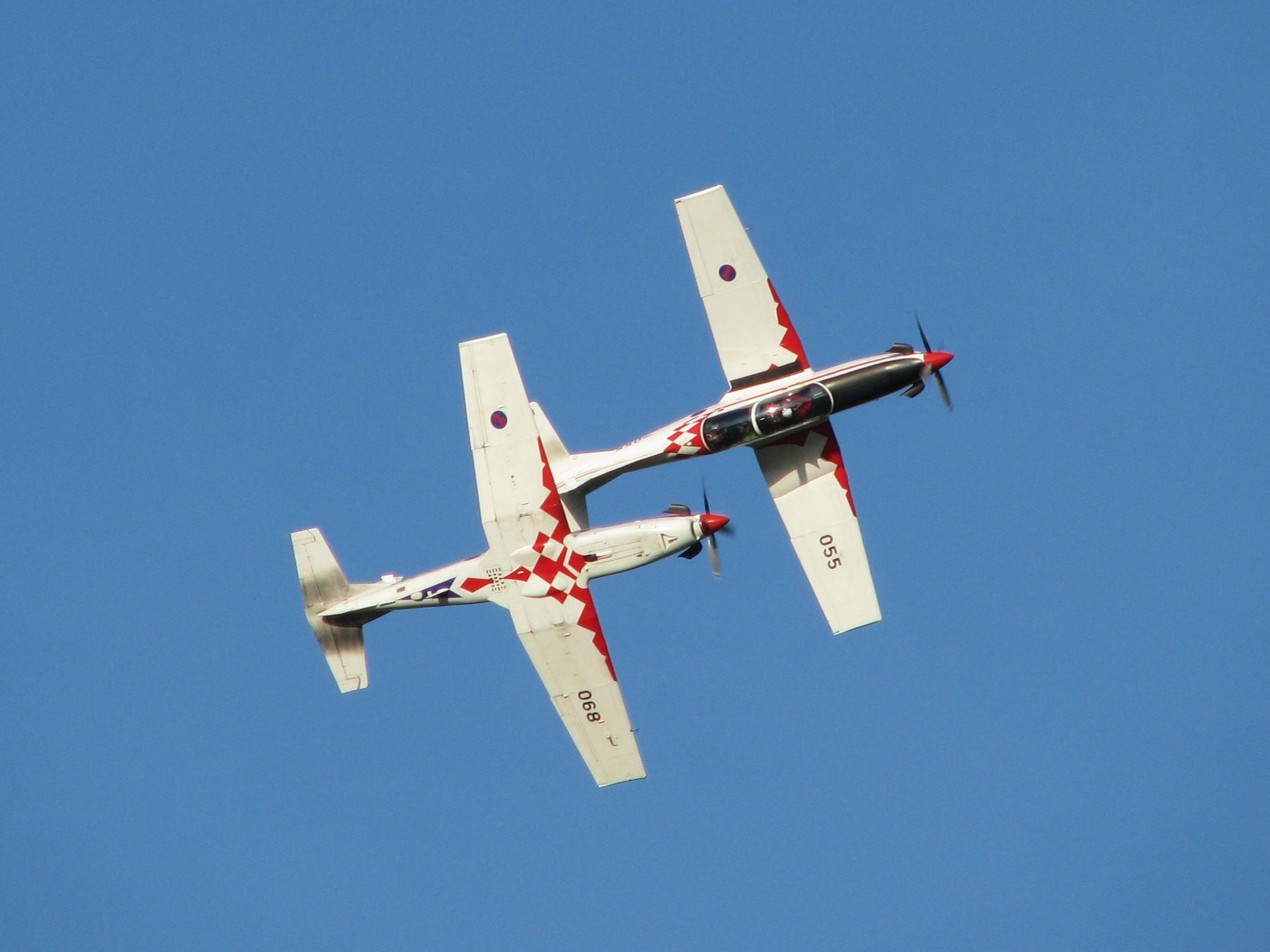
Zwei PC-9 der Krila Oluje Staffel

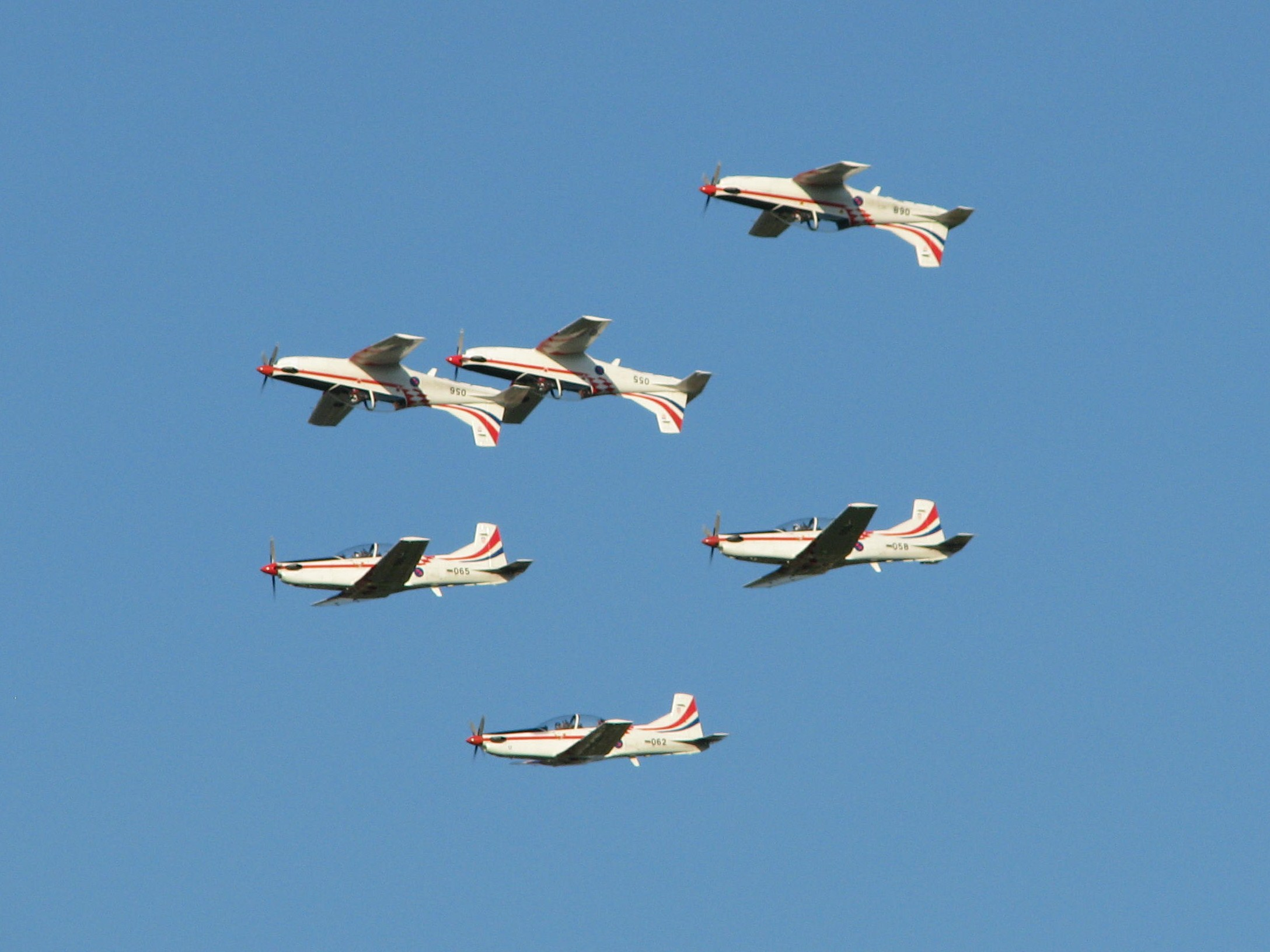
Formation der kroatischen Kunstflugstaffel Krila Oluje

Krila Oluje (kroatisch: Flügel des Sturmes) ist die offizielle Bezeichnung einer Kunstflugstaffel der Kroatischen Luftwaffe. Die Piloten sind in der Mehrzahl Luftwaffen-Fluglehrer. 
Hauptzielsetzung des Teams ist es, die Leistungsfähigkeit, die Disziplin, und Teamarbeit der Luftwaffe im In- und Ausland zu demonstrieren.

## Geschichte
Das Krila-Oluje-Team hatte anlässlich der Feiern zum Jubiläum der Militäroperation Oluja am 5. August 2005 in Knin seinen ersten öffentlichen Auftritt. Der erste inoffizielle Auftritt fand jedoch bereits am 23. Juni 2004 im Rahmen der europäischen Segelmeisterschaften in Zadar statt. Bei beiden Anlässen wurde mit vier Maschinen geflogen. Ende jenes Jahres begannen Flüge mit fünf Maschinen und ab 2009 wurde mit sechs Maschinen geflogen.
Die Staffel fliegt seit ihrer Gründung Pilatus PC-9 in der Standardversion. Das Flugprogramm dauert etwa 20 Minuten und wird in Flughöhen zwischen 50 und 1000 m vorgeführt.

## Standort
Das Krila-Oluje-Team ist als Teil der Fliegereinheit 93 z. B. auf dem Flughafen Zadar in Zemunik Donji bei Zadar stationiert. Daher trainiert das Team häufig in der Umgebung von Zadar.